# Tomás Aranguren
Tomás Aranguren y Sanz (1828-1900) fue un arquitecto español.

## Biografía
Nació en la localidad madrileña de Arganda del Rey el 28 de enero de 1828. Arquitecto desde 1853, desempeñó durante su carrera los siguientes cargos: arquitecto vocal de la Junta de Cárceles en sustitución de su maestro Aníbal Álvarez, a propuesta del mismo, hasta que se reformó dicha Junta, y más tarde, en 1856, arquitecto de la provincia de Madrid, plaza de nueva creación.

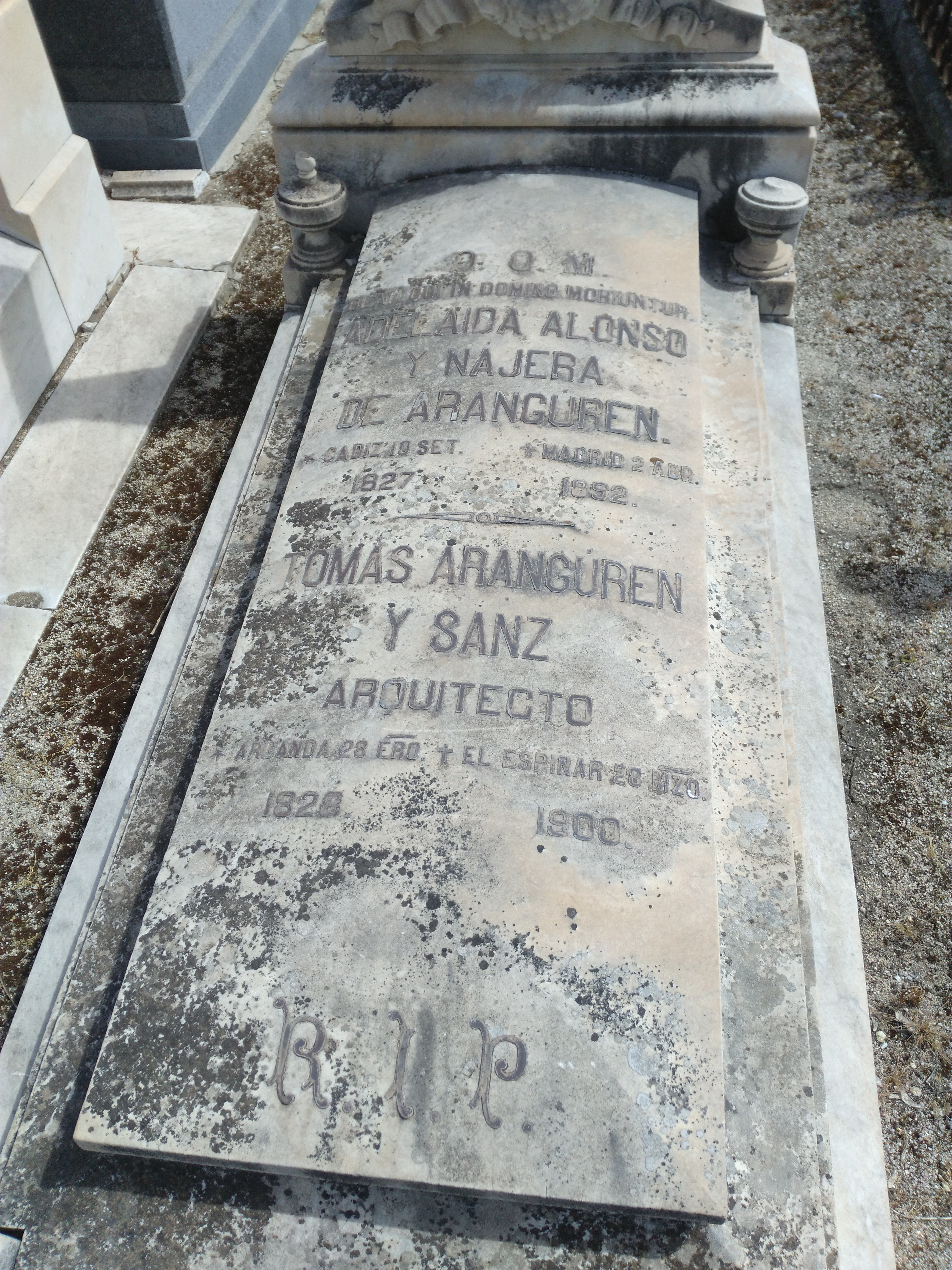
Tumba de Tomás Aranguren en el cementerio de San Isidro

Por orden de la Academia de San Fernando fue nombrado restaurador de la iglesia de Berja, cuyas obras le valieron la encomienda de número de la Real Orden de Isabel la Católica. Ganó en concurso público, celebrado en 1858, el premio ofrecido por el Ayuntamiento de Madrid al mejor proyecto de fuente alegórica monumental para conmemorar el nacimiento de Alfonso XII. En el mismo año obtuvo una de las plazas de arquitecto auxiliar de la Junta consultiva de policía urbana y edificios públicos, creada en el Ministerio de la Gobernación. En 1862 fue nombrado de nuevo arquitecto del primer distrito de la provincia, y después arquitecto de la ciudad y colegiata de Alcalá de Henares. Volvió a ser elegido por la Junta Auxiliar de Cárceles, en 1863, vocal arquitecto, en la que continuó hasta la refundición en la local de Prisiones que desempeñaba en el momento de su muerte.
En 1864 fue propuesto para arquitecto de la Dirección de Beneficencia, Sanidad y Establecimientos penales, en cuya época construyó la Penitenciaría de mujeres de Alcalá de Henares y se hicieron obras de reforma en el Hospital de la Princesa y en el de Santa Isabel de Leganés, y al dividirse en dos la citada Dirección, quedó agregado a la de Penales, en la que continuó hasta que hizo renuncia del cargo en 1894.
Fue autor y director del proyecto y construcción de la Cárcel Modelo de Madrid, por cuya obra le propuso el Gobierno para la gran cruz de Isabel la Católica. También se encargó de la reconversión del monasterio de San Miguel de los Reyes de Valencia en cárcel. Había sido individuo de la Junta de Ensanche desde su creación hasta que fue disuelta, y era además arquitecto del Gobierno civil desde 1869; vocal de la Junta y Consejo Superior de Sanidad de la Junta Superior de Prisiones y del antiguo Consejo Penitenciario; de la Junta Provincial de Sanidad e individuo de la Junta consultiva de urbanización y obras, desde su creación. Fallecido en 1900, fue padre de Mariano Aranguren, militar, y de Celestino Aranguren, también arquitecto.